# Тортеллони

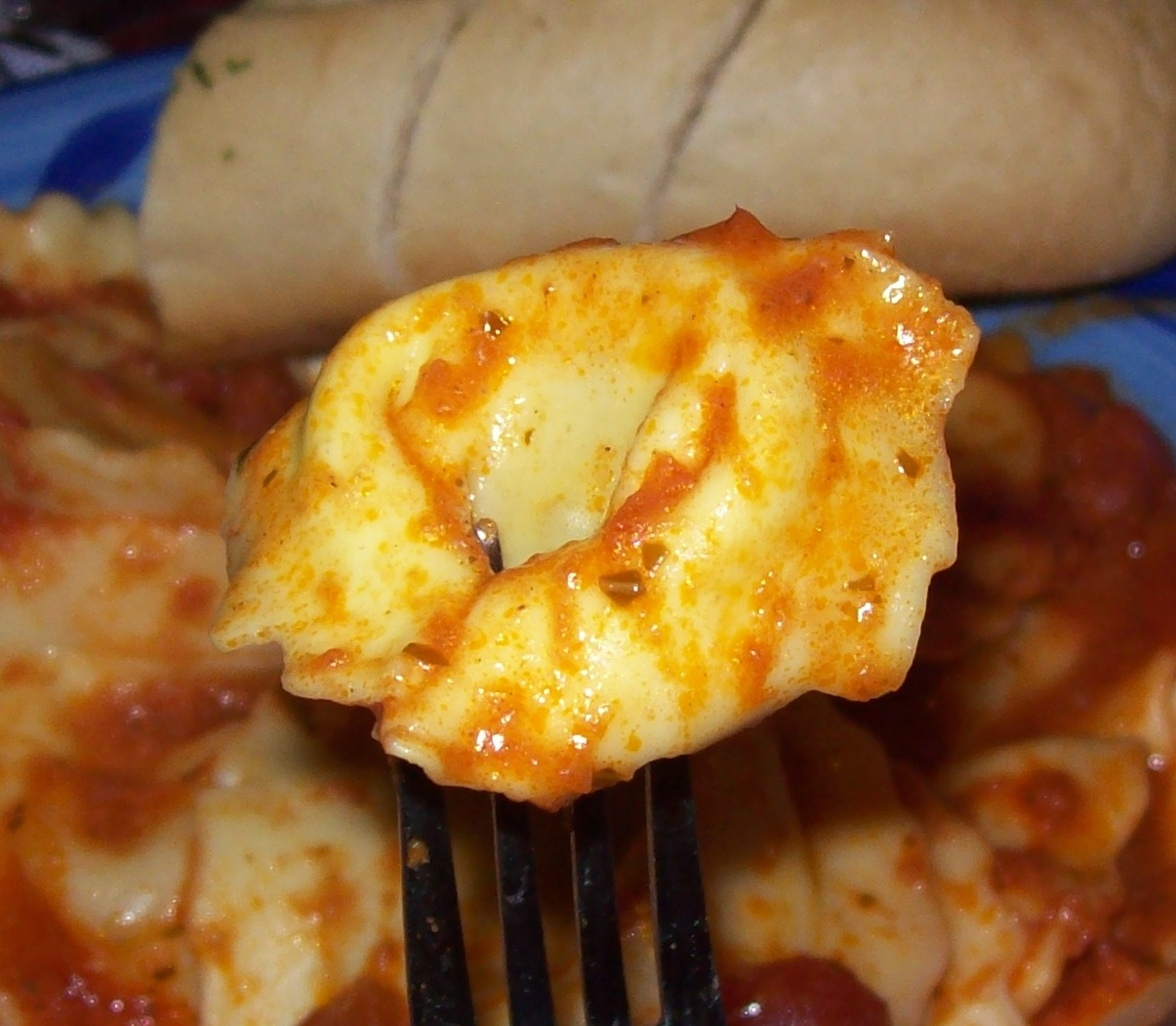
Тортеллони с томатным соусом

Тортелло́ни (итал. tortelloni) — итальянские макаронные изделия, представляют собой пельмени с начинкой из сыра рикотта и шпината. От тортеллини их отличает лишь больший размер.
В качестве начинки также используют белые грибы или грецкие орехи. В провинциях Мантуя и Реджо-нель-Эмилия тортеллони начиняют кашицей из тыквы с добавлением измельчённого миндального печенья амаретти.
Готовые тортеллони обычно подают под соусом (традиционно с соусом болоньезе) или же политые растопленным сливочным маслом с листиками шалфея.